# Fort Wilhelmus
Fort Wilhelmus era un asentamiento y una factoría neerlandesa (factorij) en los Nuevos Países Bajos. Estaba ubicada en Hooghe Eyland (High Island, también llamada isla Verhulsten) en el río Zuyd, en la actual isla Burlington en el río Delaware en el estado de Nueva Jersey.Construida en 1625, poblada por familias de origen valón. Fue abandonada al año siguiente para concentrar la población en Fort Ámsterdam.Fue reemplazado en su papel de fuerte del río Delaware por Fort Nassau.

## Historia
Fue construida en 1625 por colonos de los Países Bajos empleados por la Compañía Neerlandesa de las Indias Occidentales, con la intención de establecerse sobre el nuevo territorio y participar en el comercio de pieles con el población indígena de Lenapes y Minquas.
Una vez construido el fuerte, ocho familias fueron enviadas a ocupar las tierras alrededor del fuerte el mismo año de su fundación. Las familias valonas habían llegado originalmente a la isla de Noten (actual isla de los Gobernadores) frente a Nueva Ámsterdam en la bahía superior de Nueva York. Habían sido enviadas al sur poblar esa parte de los Nuevos Países Bajos. 
El año siguiente, en 1626, Peter Minuit decidió reasentar en Nueva Ámsterdam a los colonos para fortalecer los asentamientos del  río Noortrivier (actual río Hudson).Y desmanteló el fuerte. Pero aún mantuvo la presencia en el río Delaware. El año siguiente construyó Fort Nassau, unos 30 km río abajo, ya no en una isla, sino en la orilla sur del río.

## Etimología
Hay dos teorías sobre el nombre del fuerte: 
- La primera, que era el nombre de Guillermo de Orange en latín medieval.
- La otra que hace referencia a "Het Wilhelmus", canción propagandística de la facción de Guillermo de Orange durante el inicio de la guerra de los 80 años. Desde 1932 es el himno de Países Bajos.[8]